# Quango
Eine Quango (auch Quago, QuaNGO oder QUANGO, engl. Abkürzungen für Quasi-governmental Organization bzw. Quasi-non-governmental Organization, also Quasi-Nichtregierungsorganisation) ist eine Organisation, die im Rahmen eines Regierungsauftrages eigenständig tätig ist und teilweise oder vollständig durch Regierungsmittel finanziert oder durch die Regierung anderweitig, etwa durch die Besetzung von Ämtern durch Hinter- oder Strohmännern, mittelbar gesteuert wird. Von der Rechtsnatur her ist eine Quango als nichtstaatliche Körperschaft einzuordnen, die nicht in die staatliche Verwaltung eingegliedert ist.

## Konzept
Der aus dem englischen stammende Begriff hat seinen Ursprung vor allem im Vereinigten Königreich und Irland und steht für 'quasi-autonomous non-governmental organization'. Die staatliche Bezeichnung im Vereinigten Königreich lautet non-departmental public body oder NDPB. Der Begriff 'quasi-autonomous non-governmental organization' wurde erfunden von Alan Pifer von der Carnegie Foundation in einem Aufsatz über Unabhängigkeit und Verantwortlichkeit von Organisationen in der Privatwirtschaft, die von öffentlichen Geldern finanziert werden. Anthony Barker, ein britischer Teilnehmer bei einer Folgekonferenz über das Thema, kürzte den Begriff mit 'quango' ab. In Deutschland wird der Begriff Mittlerorganisation verwendet, in der Regel sind die Mittlerorganisationen des Auswärtigen Amtes gemeint.
Der Ausdruck beschreibt eine formale Nichtregierungsorganisation (NRO), die Aufträge der Regierung ausübt und meist von der Regierung mitfinanziert oder auf eine andere Art unterstützt wird. Im Unterschied dazu finanzieren tatsächliche NROs ihre Arbeit aus Spenden oder anderer regelmäßiger Finanzierung aus der Öffentlichkeit oder von anderen Organisationen, die ihre Anliegen unterstützen. Seit den 1980er Jahren sind zahlreiche Mittlerorganisationen entstanden.
Ein besonderes Merkmal in der Ursprungsdefinition war, dass die Mittlerorganisation nicht formal Teil der staatlichen Strukturen, also nicht in staatliche Institutionen eingegliedert sein sollte.
Im Vereinigten Königreich wurde er noch ausgeweitet und angewendet auf Organisationen, die Dienstleistungen im Bereich Gesundheit und Bildung erbrachten. Dies führte unter anderem zur Einführung des verwandten Akronyms Qualgo für quasi-autonomous local government organisation.

## Mittlerorganisationen in der EU

### Deutschland
Mittlerorganisation entstanden in der aufkommenden Beteiligung der Bevölkerung an politischen Entscheidungen nach dem Ende der Kabinettspolitik. Sehr wirkungsvoll waren zum Beispiel der aus Töpfen der deutschen Regierung geförderte Deutsche Flottenverein oder der Alldeutsche Verband. In den 1930er Jahren wurden Mittlerorganisationen im Rahmen der auswärtigen Kulturpolitik, wie z. B. die Deutsch-Englische Gesellschaft oder die Deutsch-Französische Gesellschaft gegründet.
In Deutschland ist der Begriff Mittlerorganisation seit vielen Jahren gebräuchlich. Tageszeitungen verwenden den Begriff und beziehen sich damit auf die Mittlerorganisationen des Auswärtigen Amtes. Die Mittlerorganisationen des Auswärtigen Amtes vermitteln zwischen regierender Politik und internationaler Kulturarbeit und europapolitischer Zivilgesellschaft. Die beschlossenen Ziele der Politik werden durch die Mittlerorganisationen umgesetzt. Die größte nichtstaatliche Mittlerorganisation ist das Goethe-Institut. Es ist von der Bundesregierung beauftragt, im Ausland kulturpolitische Aufgaben zu verfolgen. Es erfüllt diese Aufgaben jedoch selbstständig und eigenverantwortlich und ist keine Abteilung des Auswärtigen Amtes oder diesem institutionell nachgeordnet. Allerdings besteht eine „Zielvereinbarung“ in Form eines Vertrages. Auch der Deutsche Akademische Austauschdienst (DAAD), die größte Förderorganisation für die internationale Hochschulzusammenarbeit, und das Institut für Auslandsbeziehungen sind Mittlerorganisationen der Auswärtigen Kultur- und Bildungspolitik, aber institutionell unabhängig. In Fragen der Europapolitik ist die Europäische Bewegung Deutschland Mittlerorganisation. Die Rechtsform aller benannten Organisationen ist der eingetragene Verein. Eine andere mögliche Rechtsform ist die der gemeinnützigen Stiftung, wie bei der Alexander-von-Humboldt-Stiftung, die von der Bundesrepublik Deutschland eingerichtet wurde um die internationale Forschungszusammenarbeit zu fördern.

### Vereinigtes Königreich
2006 gab es im Vereinigten Königreich 1162 Quangos, die den Steuerzahler 64 Milliarden Britische Pfund kosteten.  Seit dem Regierungsantritt der Koalition aus Conservatives und Liberal Democrats im Jahr 2010 wurden mehr als 80 dieser staatlich geförderten Organisationen abgeschafft. Motiv war die Reduktion des allgemeinen Staatsdefizits. Trotzdem existieren noch über 1000 Mittlerorganisationen (Quangos).

### Irland
In Irland gab es 2006 mehr als 800 Mittlerorganisationen, 482 auf nationaler 350 auf lokaler Ebene, mit insgesamt 5784 Mitarbeitern und einem Gesamtbudget von 13 Milliarden Euro.